# Scharnitzpass
Scharnitzpass är ett bergspass i Österrike, på gränsen till Tyskland. Det ligger i den västra delen av landet, 400 km väster om huvudstaden Wien. Scharnitzpass ligger 957 meter över havet.
Terrängen runt Scharnitzpass är bergig åt sydost, men åt nordväst är den kuperad. Scharnitzpass ligger nere i en dal. Runt Scharnitzpass är det tätbefolkat, med 530 invånare per kvadratkilometer.. Närmaste större samhälle är Innsbruck, 18,0 km sydost om Scharnitzpass. 
I omgivningarna runt Scharnitzpass växer i huvudsak barrskog.